# Asarum yunnanense
Asarum yunnanense T.Sugaw., Ogisu & C.Y.Cheng – gatunek rośliny z rodziny kokornakowatych (Aristolochiaceae Juss.). Występuje naturalnie w południowych Chinach – w południowej części Junnanu. 

## Morfologia
PokrójBylina z pionowymi kłączami o średnicy 3–4 mm.
LiścieZebrane w pary, mają owalnie sercowaty kształt. Mierzą 13–22 cm długości oraz 7–14 cm szerokości. Blaszka liściowa jest o sercowatej nasadzie i ostrym wierzchołku. Ogonek liściowy jest mniej lub bardziej owłosiony i dorasta do 5–8 cm długości.
KwiatySą promieniste, obupłciowe, pojedyncze. Okwiat ma purpurową barwę i dzwonkowaty, nieco grzbiecisty kształt, dorasta do 1,5–2,5 cm długości oraz 2–3 cm szerokości. Listki okwiatu mają trójkątnie owalny kształt. Zalążnia jest dolna ze zrośniętymi słupkami.

## Biologia i ekologia
Kwitnie od marca do kwietnia.